# Wings of Time
Wings of Time is het tweede album van de Italiaanse metalband DGM, uitgebracht in 1999 door Elevate Records.

## Track listing
1. "Guiding Light" — 5:36
2. "I'll Dream Of You" — 5:00
3. "Mirrors of the Night" — 6:47
4. "Deep Inside" — 5:06
5. "The Other Side" — 6:07
6. "Waiting for the Sunrise" — 5:18
7. "A Drop of Shadow" — 7:05
8. "Nightmare" — 6:31

## Band
- Luciano Regoli - zanger
- Diego Reali - gitarist
- Marco Marchiori - bassist
- Maurizio Pariotti - toetsenist
- Fabio Costantino - drummer